# سایک ایوکو
سایک ایوکو (انگلیسی: SAIC Iveco) شرکت کامیون‌سازی چینی است، که در سال ۲۰۰۳ تأسیس شد.